# Dietrich Kerky
Dietrich-Eckhard Kerky (* 26. November 1930 in Stargard; † vor dem 19. Oktober 2023) war ein deutscher Schauspieler und Maler.

## Leben und Wirken
Nach absolvierter Schauspielausbildung bekam Kerky Engagements an Bühnen in Bayreuth, Düsseldorf, Eßlingen und Frankfurt am Main. Von 1958 bis 1961 war der Schauspieler am Deutschen Theater in Berlin aktiv, parallel dazu begann er eine Film- und Fernsehlaufbahn bei der DEFA und dem Deutschen Fernsehfunk (DFF). Nach dem Bau der Berliner Mauer arbeitete er zunächst an Theatern in West-Berlin, später aber auch in München und anderen bundesdeutschen Städten. In den 1970er-Jahren wurde er häufig in Erotikfilmen besetzt, stand aber auch in einigen internationalen Film- und Fernsehproduktionen vor der Kamera. Kerky wirkte als Schauspieler in mehr als 60 Film- und Fernsehproduktionen mit. 
Ab Ende der 1960er-Jahre begann er parallel mit der Malerei. Aus einfachen Zeichnungen, die der Schauspieler anfangs zum besseren Textlernen skizzierte, entwickelte der Autodidakt im Laufe von 40 Jahren seine eigene Kunstform: farbgewaltige Ölbilder, die er seit 1986 ausstellte.
Dietrich Kerky wurde am 19. Oktober 2023 auf dem Münchner Nordfriedhof beerdigt.

## Einzelausstellungen seit 1986
- 1986 München (Galerie Klaus Lea)
- 1987 Indien/Goa (Gallery Flying Dutchman)
- 2000 München (Orangerie, Englischer Garten, München)
- 2001 & 2002 Spanien/Ibiza (Galeria de Arte Marta Torres)
- 2002 & 2013 Indien/Calangute (Kerkar Art Komplex)
- 2004 Spanien/Ibiza (Galeria Rodolfo)
- 2005 Indien/Bombay
- 2006 Indien/Panjim (Gal. Gitanjali)
- 2003, 2008, 2015 & 2019 München (Orangerie, Englischer Garten, München)

## Filmografie (Auswahl)
- 1960: Weil du mich liebst (Fernsehfilm)
- 1960: Seilergasse 8
- 1961: Italienisches Capriccio
- 1961: Gewissen in Aufruhr (Fernsehserie)
- 1962: Jeder stirbt für sich allein (Fernsehfilm)
- 1962: Barras heute
- 1963: Es war mir ein Vergnügen
- 1964: Hafenpolizei – Gefährliche Zuflucht
- 1967: Paarungen
- 1968: König Richard II. (Fernsehfilm)
- 1968: Wenn Täubchen Federn lassen
- 1970: Jonathan
- 1970: Merkwürdige Geschichten – Ein Anruf aus dem Jenseits
- 1971: Das Ehrliche Interview
- 1971: Hausfrauen-Report 1: Unglaublich, aber wahr
- 1971: Der neue Schulmädchen-Report. 2. Teil: Was Eltern den Schlaf raubt
- 1971: Paragraph 218 – Wir haben abgetrieben, Herr Staatsanwalt
- 1972: Schulmädchen-Report. 3. Teil: Was Eltern nicht mal ahnen
- 1972: Liebe, so schön wie Liebe
- 1972: Die dressierte Frau
- 1973: Hexen – geschändet und zu Tode gequält
- 1973: Okay S.I.R. – Im Reich der Träume
- 1974: Wachtmeister Rahn
- 1974: Hau drauf, Kleiner
- 1974: Autostop-Lustreport
- 1974: Ein Bißchen Liebe
- 1974: Output
- 1975: Der letzte Schrei
- 1976: MitGift
- 1977: Eierdiebe
- 1979: Götz von Berlichingen mit der eisernen Hand
- 1985: Hart an der Grenze
- 1985: Zuckerbaby
- 1987: Der Unsichtbare
- 1991–1993: Forsthaus Falkenau

## Belege
1. ↑  Bestattungen Landeshauptstadt München. 19. Oktober 2023, abgerufen am 19. Oktober 2023.

| Personendaten    | Personendaten                              |
| ---------------- | ------------------------------------------ |
| NAME             | Kerky, Dietrich                            |
| ALTERNATIVNAMEN  | Kerky, Dietrich-Eckhard                    |
| KURZBESCHREIBUNG | deutscher Schauspieler                     |
| GEBURTSDATUM     | 26. November 1930                          |
| GEBURTSORT       | Stargard, Provinz Pommern, Deutsches Reich |
| STERBEDATUM      | vor 19. Oktober 2023                       |